# Çandarlı Kara Halil Hayreddin Pascià
Çandarlı Kara Halil Hayreddin Pascià (... – 22 gennaio 1387) è stato primo visir durante il regno di Murad I, il primo ad essere definito con il titolo di "gran visir".

## Biografia
Membro della illustre famiglia dei Çandarlı il cui ruolo fu di fondamentale importanza nei primi decenni di vita dell'Impero ottomano, proveniva dai ranghi militari, dove occupava la posizione di kazasker (قاضسکر), capo della giustizia militare (in precedenza la carica di visir era attribuita a personalità di cultura, provenienti dalla classe dei "ilmiye").
La sua nomina a Gran Visir avvenne nel settembre del 1364. Le sue iniziative più rilevanti furono l'implementazione del sistema del "devshirme", strumento che si rivelerà decisivo per l'ascesa dell'Impero a grande potenza militare, funzionale all'istituzione del corpo dei Giannizzeri, fortemente voluta poco tempo prima dal Gran Visir e dallo stesso Sultano ottomano Murad I. Mantenne la carica fino alla morte, avvenuta il 22 gennaio del 1387: il suo visirato fu il più lungo della storia.